# Flassans-sur-Issole
Flassans-sur-Issole település Franciaországban, Var megyében. Lakosainak száma 3661 fő (2022. január 1.). Flassans-sur-Issole Besse-sur-Issole, Brignoles, Cabasse, Camps-la-Source, Gonfaron, Le Luc és Pignans községekkel határos.

## Népesség
A település népességének változása:
| Lakosok száma | 3327 | 3485 | 3579 | 3533 | 3548 | 3564 | 3582 | 3621 | 3661 |
|               | 2013 | 2015 | 2016 | 2017 | 2018 | 2019 | 2020 | 2021 | 2022 |